# Juan Carlos Menudo
Juan Carlos Menudo Domínguez (Sevilla, 18 de junio de 1991) es un futbolista español. Actualmente es jugador del Club Deportivo Atlético Paso que compite en la Segunda Federación.

## Trayectoria
Formado en las categorías inferiores del Sevilla CF. El jugador siempre ha estado vinculado a la cantera del Sevilla, formando parte del Sevilla juvenil, sénior y Sevilla C.  De hecho su padre, también jugó en el cuadro de Nervión y es actualmente entrenador en activo, Juan Carlos Menudo Márquez que ha entrenado a clubes de la segunda división B.
En la temporada 2012/13 formando parte del Sevilla Atlético, jugó 27 encuentros con la elástica sevillista, 20 de ellos como titular y 7 entrando desde el banquillo, marcando dos tantos.
En 2013 el jugador firma por el FC Cartagena para ocupar una de las plazas de jugador sub-23.
Tras jugar una temporada en la UD Logroñés y anotar 12 goles en 38 partidos, consigue llevar al club riojano por primera vez a las eliminatorias de PlayOff de Ascenso a Segunda División. En el verano de 2015 regresa al FC Cartagena.
El 21 de julio de 2019 llega a la Cultural y Deportiva Leonesa después de realizar una fantástica temporada en la UD Melilla logrando conseguir 14 goles y 8 asistencias en 40 partidos con el club melillense.
El 4 de septiembre de 2020 fichó por el C. D. Numancia para las siguientes dos temporadas.
El 5 de junio de 2021 se hace oficial su llegada al Depor, con el cual anota 1 gol hasta su rescisión de contrato en abril de 2022.
EL 22 de julio de 2022, el jugador andaluz regresa a la UD Logroñés con el fin de terminar lo que en su día inició, llevar a toda una Comunidad al fútbol profesional, lo cual permitiría a los aficionados riojanos ver a su equipo por primera vez en el fútbol profesional, en directo en el campo.
El 31 de agosto de 2023, firma por el Club Deportivo Atlético Paso que compite en la Segunda Federación.

## Clubes
| Club                         | País   | Año       |
| ---------------------------- | ------ | --------- |
| Sevilla FC C                 | España | 2010-2012 |
| Sevilla Atl.                 | España | 2012-2013 |
| FC Cartagena                 | España | 2013-2014 |
| UD Logroñés                  | España | 2014-2015 |
| FC Cartagena                 | España | 2015-2016 |
| Ponferradina                 | España | 2016-2018 |
| UD Melilla                   | España | 2018-2019 |
| CyD Leonesa                  | España | 2019-2020 |
| CD Numancia                  | España | 2020-2021 |
| Deportivo de La Coruña       | España | 2021-2022 |
| UD Logroñés                  | España | 2022-2023 |
| Club Deportivo Atlético Paso | España | 2023-     |